# Ferrières-la-Verrerie
Ferrières-la-Verrerie är en kommun i departementet Orne i regionen Normandie i nordvästra Frankrike. Kommunen ligger i kantonen Courtomer som tillhör arrondissementet Alençon. År 2022 hade Ferrières-la-Verrerie 148 invånare.

## Befolkningsutveckling
Antalet invånare i kommunen Ferrières-la-Verrerie
| Referens: INSEE |